# 北海道道104号網走端野線
北海道道104号網走端野線（ほっかいどうどう104ごう あばしりたんのせん）は、北海道網走市と北見市を結ぶ道道（主要地方道）である。

## 概要
起点から網走市嘉多山（北海道道248号嘉多山美幌線交点付近）までは網走湖の西岸に沿って走る。
網走市越歳 - 北見市境にかけては、網走市と大空町の境界線が複雑に入り組んでおり、路線は大空町と網走市を幾度か越境する。

### 路線データ
- 起点：北海道網走市二見ケ岡（国道238号交点）
- 終点：北海道北見市端野町緋牛内（国道39号交点）
- 総延長：20.593 km[1]
- 実延長：20.566 km[1]
- 重用延長：0.027 km[1]

## 歴史
- 1976年（昭和51年）8月31日 - 路線認定（路線番号は905）[2]。
- 1993年（平成5年）5月11日 - 建設省から、道道白石川崎線の一部・道道宮城川崎線の一部が蔵王川崎線として主要地方道に指定される[3]。
- 1994年（平成6年）10月1日 - 路線番号変更[4]。

1954年（昭和29年）3月30日認定の道道82号（当時）北見網走線を廃止し、新たに認定した路線である。

## 地理

### 通過する自治体
- オホーツク総合振興局
  - 網走市
  - 網走郡大空町
  - 北見市

### 交差する道路
網走市
- 国道238号 - 二見ケ岡（起点）
- 北海道道248号嘉多山美幌線 - 嘉多山
- 北海道道591号嘉多山卯原内停車場線 - 嘉多山

北見市
- 国道39号 - 端野町緋牛内（終点）

#### 沿線にある施設など
網走市
- グリーンヒル905 - 嘉多山